# رؤیاها (فیلم ۲۰۰۴)
«رؤیاها» (انگلیسی: Dreams (2004 film)) یک فیلم است که در سال ۲۰۰۴ منتشر شد.